# General Problem Solver
Pour l’article homonyme, voir GPS.
Le General Problem Solver (GPS) est un programme informatique créé en 1959 par Herbert Simon, Cliff Shaw et Allen Newell dans le but de construire un solveur de problèmes universel .
N'importe quel problème formalisé peut en principe être résolu par GPS, par exemple des preuves de théorèmes, des problèmes géométriques et des parties d'échecs. GPS était le premier programme à séparer sa base de données (tables) de sa stratégie de résolution de problèmes. GPS est implémenté dans le langage informatique IPL.
Après la spécification des objets et les opérations applicables sur ces objets par l'utilisateur, GPS génère les heuristiques par une « confrontation moyens/fins » (means-ends analysis). Cette stratégie de résolution de problèmes est largement utilisée dans le domaine de l'intelligence artificielle.
GPS a résolu des problèmes simples et facilement formalisés comme les tours de Hanoï. Pour les problèmes plus réalistes il est facilement victime de l'explosion combinatoire.
Le paradigme GPS a évolué vers l'architecture Soar.

## Exemple
Soit à aller, porte à porte, de A à B, où A et B sont deux lieux précisément déterminés. Ces deux lieux appartiennent ou non à la même rue, à la même ville, à la même agglomération, au même pays... Ces divers attributs définissent les différences entre ces deux lieux, différences considérées comme plus ou moins importantes.
Et, d'autre part, soient divers moyens de transport (marche, taxi, bus, tram, train, bateau, avion...). Une table fixe leur pertinence estimée pour chaque type de différence de lieu.
Supposons A et B deux lieux si lointains que la table indique l'avion comme le plus souhaitable. Le problème posé est ramené à trois problèmes plus simples :
- aller de A à son aéroport (prologue ; prérequis de faisabilité)
- aller de l'aéroport de A à l'aéroport de B (problème central)
- aller de l'aéroport de B à B (épilogue assurant la bonne fin).

En cas d'échec, on tentera un second moyen principal...